# Marc Anthony
Marco Antonio Muñiz Rivera (Nueva York, 16 de septiembre de 1968), más conocido como Marc Anthony, es un cantautor y actor estadounidense, cuyas canciones van desde la salsa, pasando por el bolero, la balada y el pop latino. Es el artista de música tropical más exitoso de todos los tiempos.Ha ganado cuatro Premios Grammy, cinco Premios Grammy Latinos y veintinueve Premios Lo Nuestro (cantante masculino más galardonado). Empezó su trayectoria discográfica en el género del hiphop con el dúo Little Louie & Marc Anthony, llegando a la cabeza de las listas estadounidenses en 1991. Ralph Mercado lo contrató para su sello RMM en esa fecha y lo lanzó cantando salsa, consiguiendo un gran éxito que duró años, desde su primer sencillo con la canción «Hasta que te conocí» de Juan Gabriel que fue número uno en ventas.

## Biografía
Marco Antonio Muñiz Rivera nació en la ciudad de Nueva York, Estados Unidos, el 16 de septiembre de 1968, hijo de padres puertorriqueños. Su padre, Felipe Muñiz, trabajaba en la cafetería de un hospital al tiempo que era músico, y su madre, Guillermina Rivera, era ama de casa. Su nombre fue elegido por su padre en honor a Marco Antonio Muñiz Vega del cual es un gran admirador, aunque Marc tuvo que cambiárselo artísticamente para que no se les confundiera.

### Vida profesional
En febrero de 2004 su gran amiga, la cantante y actriz estadounidense Jennifer Lopez, le pidió su ayuda para producir la canción «Sway», la banda sonora de la película que protagonizaba Jennifer llamada Shall We Dance?.
En enero de 2006 Jennifer Lopez inició la filmación de la película "El cantante" basada en la vida del polémico cantante puertorriqueño Héctor Lavoe, para la cual le pidió a Marc, que por aquel entonces era su esposo, siendo el protagonista, Héctor y ella interpretaría a Puchi, la esposa de Héctor. Además Jennifer se estrenó como productora en la película.

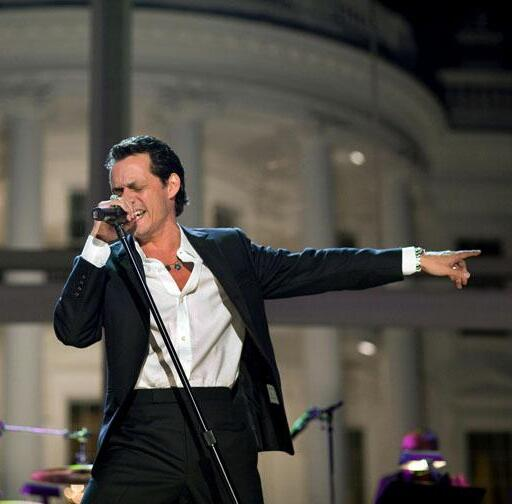
Marc Anthony en 2009.

En 2007 Marc Anthony debutó como productor de otro artista, participando activamente en la composición, producción y coros del primer disco en español de por aquel entonces su esposa, Jennifer Lopez, llamado "Como ama una mujer", que debutó N.º 1 en ventas de la revista Billboard. Además, ese mismo año, Marc lanzó su nuevo disco "El cantante" que contenía los temas de la banda sonora de la película del mismo nombre protagonizada por él, este disco se convirtió en un éxito de ventas debutando también en el N.º 1 de Billboard.

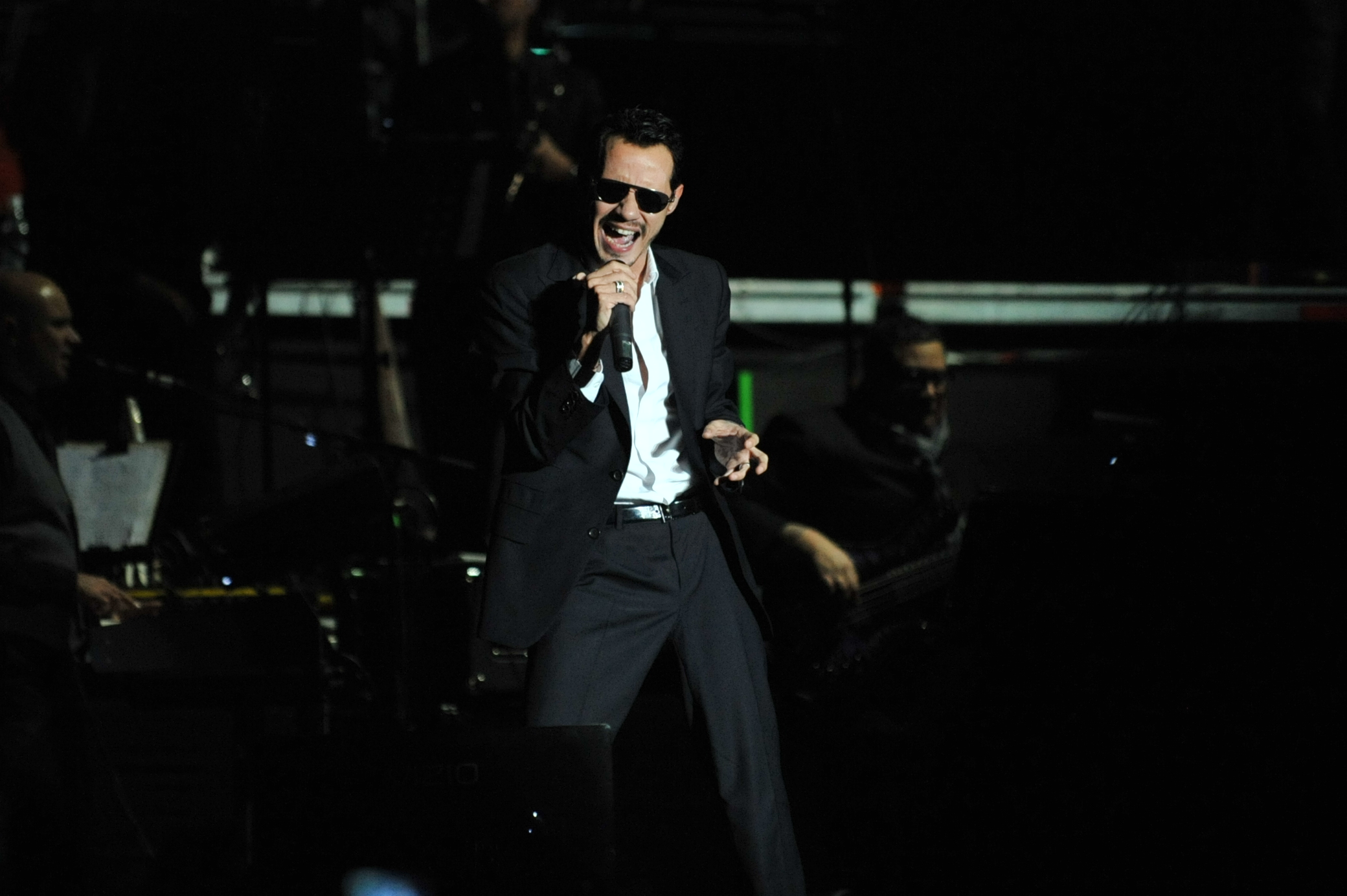
Marc Anthony en 2011.

El sábado 28 de febrero de 2009 Marc Anthony se presenta en el 50° Festival Internacional de la Canción de Viña del Mar en Chile, considerado el más importante de Latinoamérica, siendo transmitido a más de 50 países. Luego de eso hace varias presentaciones en Santiago.
En 2011 inició la Gira Dos Mundos, un concierto por Latinoamérica con su compañero Alejandro Fernández. El 18 de junio se presentó en el nuevo Estadio Nacional de Costa Rica donde se realizó un excelente espectáculo musical de dos géneros en un escenario.
En 2012 se presentó en el Festival de Verano Manacacías que se celebra en Colombia en el municipio de Puerto Gaitán que se encuentra ubicado en el Departamento del Meta junto a otros artistas como Eddy Herrera.
El 23 de febrero de 2012 se presenta nuevamente en el 53.er Festival Internacional de la Canción de Viña del Mar, Chile, llevándose las máximas distinciones que entrega el público del festival, en el certamen cantó la canción de su álbum "Iconos" "¿Y cómo es él?", junto con José Luis Perales (Jurado). Ese día se presentó también el grupo Camila.
El 3 de marzo de 2012, después de 17 años de haber estado en Uruguay, Marc presenta su espectáculo en el Estadio Charrúa de la ciudad de Montevideo ante 25,000 espectadores.
En el mismo año se presenta en distintas ciudades de los Estados Unidos junto a Chayanne y Marco Antonio Solís en la gira denominada GIGANT3S TOUR.
El 23 de julio de 2013 estrena su duodécimo álbum de estudio, llamado "3.0".
En 2013 se publica 20 - Grandes Éxitos, el tercer álbum recopilatorio de la cantante italiana Laura Pausini junto a Marc Anthony la nueva versión de «Se fue». y se elige cómo el tercer sencillo del álbum para América Latina.
En 2014 fue el gran ganador de los Premios Lo Nuestro llevándose cuatro galardones de los cinco a los que estaba nominado. Además fue reconocido como el Premio a la Excelencia, por su trayectoria como uno de los artistas más exitosos de la música latina.
En verano de 2016 estrena colaboración con el artista español Alejandro Sanz en un tema llamado "Deja que te bese" que cuenta ya con 50 millones de reproducciones en Youtube siendo uno de los temas del verano. 
En septiembre de 2016, parte de su gira "Marc Anthony Live" incluyó 5 fechas en el Radio City Music Hall, siendo esta su primera vez en este importante recinto de Nueva York. De los cinco conciertos programados, tres fueron lleno.
El 21 de febrero de 2019, lanzó la canción Tu vida en la mía durante su presentación en los Premios Lo Nuestro. Dos horas después de su presentación, fue lanzado oficialmente el videoclip de la canción, en la plataforma VEVO.
El 10 de mayo de 2019 lanza OPUS, su decimotercer trabajo de estudio y el primero después de 6 años, a través de las plataformas Spotify y Apple Music. Adicionalmente, ese mismo día estrena el videoclip del primer sencillo del álbum, llamado Parecen viernes.
El 23 de febrero de 2025, se presenta por cuarta vez en el Festival Internacional de Viña del Mar, dando inicio a la primera jornada del certamen (64º versión). En ese mismo día también participa el grupo musical Basilos.

## Vida personal

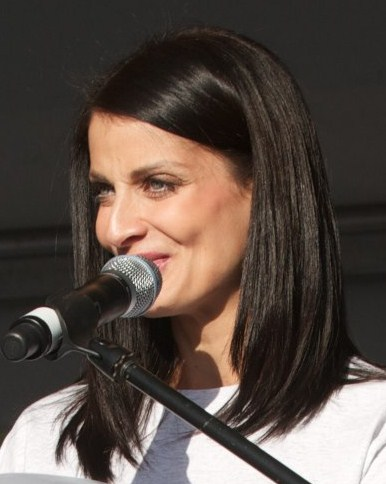
Dayanara Torres se casó con Marc Anhony por la Iglesia católica.

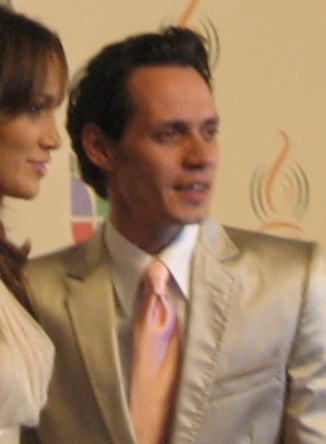
Marc Anthony con Jennifer Lopez en Premios Lo Nuestro.

El 29 de junio de 1994 tuvo su primera hija, Arianna Rosado-Muñiz, producto de su relación con una exoficial de la policía de Nueva York llamada Debbie Rosado. También adoptó al primer hijo de esta de una pareja anterior, llamado Alex (a quien apodan "Chase"), como propio, y con el cual hasta ahora mantiene un fuerte lazo.
Más tarde, el 9 de mayo de 2000 se casó por primera vez con Dayanara Torres, en una gran boda celebrada en Las Vegas, a la que acudieron alrededor de 600 invitados. La pareja tuvo dos hijos: Ryan Muñiz Torres (nacido el 5 de febrero de 2001) y Cristian Muñiz Torres (nacido el 16 de agosto de 2003, que recibe el nombre en honor a la gran admiración que su padre profesa por el cantante mexicano Cristian Castro). Después del nacimiento de su primer hijo hubo crisis de pareja, lo que provocó que se separaran. Posteriormente a ello, Anthony y Dayanara, volvieron a casarse, renovando sus votos el 7 de diciembre de 2002, esta vez se casaron por la iglesia, al estilo tradicional católico realizada en la Catedral de San Juan, en la ciudad de San Juan en Puerto Rico, lugar donde nació su esposa Dayanara. Tras varios meses de crisis en la pareja, en octubre del 2003 rompieron su relación definitivamente de una forma muy conflictiva, cuando surgieron falsos rumores de que Marc había tenido un hijo fuera del matrimonio con una fan, cosa que Marc negó rotundamente diciendo que él jamás le sería infiel a su esposa, pero Dayanara no lo creyó. Dayanara pidió el divorcio en noviembre de 2003 finalizando en enero de 2004. Meses más tarde y tras tres pruebas de ADN se confirmó que la madre del supuesto hijo de Marc Anthony, mentía.
En febrero de 2004, su amiga, la cantante y actriz estadounidense también de origen puertorriqueño, Jennifer Lopez le pidió ayuda para producir la canción «Sway» para la banda sonora de la película Shall We Dance?, tiempo en el que se enamoraron, pese a haber tenido un pequeño romance hacía muchos años. Con tan solo un mes de relación se comprometieron en marzo de 2004, pero nunca dijeron la fecha de la boda. El 5 de junio de 2004 contrajeron matrimonio de manera íntima, en la que solo acudieron familiares y amigos más cercanos de la pareja. La boda fue realizada en la lujosa mansión que la cantante posee en Miami, siendo el segundo matrimonio para Marc y el tercero para Jennifer. El 7 de noviembre de 2007, y después de muchos rumores, Jennifer y Marc confirmaron oficialmente que estaban esperando su primer hijo. Anthony confirmó que estaban esperando gemelos diciendo:

"Mi hermana también tuvo gemelos, por lo que es una cosa hereditaria".

El 22 de febrero de 2008 Jennifer dio a luz mellizos. La niña vino al mundo a las 05:12 de la madrugada y pesó casi 2,5 kilos y el niño nació trece minutos después con 2,7 kilos de peso. Fueron los primeros hijos para Jennifer, mientras que su marido ya tenía tres hijos de relaciones anteriores. La niña fue llamada Emme Maribel Muñiz y el niño Maximilian David Muñiz. Más tarde Jennifer vendió la exclusiva de las fotos de los pequeños a la revista People Magazine por 6 millones de dólares.

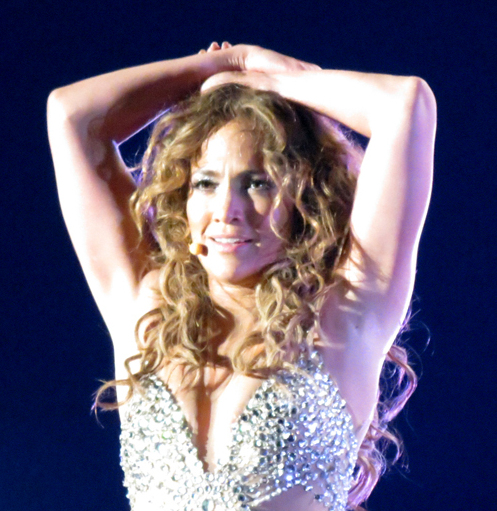
Jennifer Lopez.

A principios de 2011 Marc inició la gira Dos Mundos, un concierto por Latinoamérica con su compañero Alejandro Fernández. Se esperaba que Jennifer Lopez apareciera acompañando a su entonces marido, como lo había hecho en conciertos anteriores, pero esto no sucedió. Un mes después Marc anunciaba su separación alegando que su matrimonio era "insostenible".
Divorciándose definitivamente el 9 de abril de 2012.
Los rumores de la ruptura empezaron a suceder cuando Jennifer Lopez, conoció al bailarín Casper Smart, con quien empezó una relación dos meses después de su ruptura con Marc.
Aunque esto nunca ha sido confirmado por ninguno de los dos.
Mantuvo una relación con la diseñadora Chloe Green desde la primavera de 2013 hasta febrero del 2014. Mantuvo una relación con la modelo venezolana Shannon de Lima, de quien se había separado a principios de enero del 2013 después de 1 año y 8 meses de relación, regresaron nuevamente a mediados del 2014.
El 11 de noviembre de 2014, Blanca Lasalle, publicista del cantante, confirmó que él contrajo matrimonio con la modelo Shannon de Lima en la residencia del músico en La Romana (República Dominicana).
Después de 3 años de matrimonio, Marc Anthony y Shannon de Lima deciden separarse y consumar su divorcio en febrero de 2017.
Marc Anthony compró una mansión en la zona de Coral Gables, en Miami (EE. UU.), en 2018 por 19 millones de dólares.
Inició un noviazgo con la modelo y ex-reina de belleza paraguaya, Nadia Ferreira. La pareja se casó el 28 de enero de 2023 en una increíble boda celebrada en el Pérez Art Museum, en Miami, con David Beckham como padrino de los novios.
El 14 de febrero de 2023, Día de San Valentín, anunciaron a través de sus cuentas de Instagram la espera de su primer hijo/a, el sexto del cantante puertorriqueño y el primero de la modelo paraguaya. El 17 de junio de 2023 anunció en sus redes sociales el nacimiento de su hijo, que recibió el mismo nombre de su padre.

## Discografía

### Álbumes de estudio
- 1991: When The Night Is Over (con Little Louie Vega)
- 1993: Otra nota
- 1995: Todo a su tiempo
- 1997: Contra la corriente
- 1999: Marc Anthony
- 2001: Libre
- 2002: Mended
- 2004: Amar sin mentiras
- 2004: Valió la pena
- 2007: El cantante
- 2010: Íconos
- 2013: 3.0
- 2019: OPUS
- 2022: Pa'llá voy
- 2024: Muevense

### Álbumes recopilatorios
- 2001: Tragedy
- 2004: Éxitos eternos
- 2006: Sigo siendo yo

### Sencillos
| Año  | Título                                   | Posición más alta de las listas | Posición más alta de las listas | Posición más alta de las listas | Posición más alta de las listas | Posición más alta de las listas | Posición más alta de las listas | Posición más alta de las listas | Posición más alta de las listas | Posición más alta de las listas | Posición más alta de las listas | Posición más alta de las listas | Certificaciones                       | Álbum                             |
| Año  | Título                                   | US                              | US Latin                        | AUS                             | AUT                             | GER                             | NL                              | NOR                             | NZ                              | SWE                             | SWI                             | UK                              | Certificaciones                       | Álbum                             |
| ---- | ---------------------------------------- | ------------------------------- | ------------------------------- | ------------------------------- | ------------------------------- | ------------------------------- | ------------------------------- | ------------------------------- | ------------------------------- | ------------------------------- | ------------------------------- | ------------------------------- | ------------------------------------- | --------------------------------- |
| 1988 | "Rebel" (as Marc "Marco" Anthony)        | –                               | –                               | –                               | –                               | –                               | –                               | –                               | –                               | –                               | –                               | –                               |                                       | Non-album single                  |
| 1991 | "Ride on the Rhythm"                     | –                               | –                               | –                               | –                               | –                               | –                               | –                               | –                               | –                               | –                               |                                 |                                       | When the Night is Over            |
| 1991 | "Ride on the Rhythm" [UK re-release]     | –                               | –                               | –                               | –                               | –                               | –                               | –                               | –                               | –                               | –                               |                                 |                                       | When the Night is Over            |
| 1993 | "Hasta Que Te Conocí"                    | –                               | 13                              | –                               | –                               | –                               | –                               | –                               | –                               | –                               | –                               | –                               |                                       | Otra Nota                         |
| 1993 | "Palabras del Alma"                      | –                               | 15                              | –                               | –                               | –                               | –                               | –                               | –                               | –                               | –                               | –                               |                                       | Otra Nota                         |
| 1993 | "Si Tú No Te Fueras"                     | –                               | 31                              | –                               | –                               | –                               | –                               | –                               | –                               | –                               | –                               | –                               |                                       | Otra Nota                         |
| 1994 | "Vivir lo Nuestro" (with La India)       | –                               | 10                              | –                               | 35                              | –                               | –                               | –                               | –                               | –                               | –                               | –                               |                                       | La Combinación Perfecta           |
| 1995 | "Te Conozco Bien"                        | –                               | 7                               | –                               | –                               | –                               | –                               | –                               | –                               | –                               | –                               | –                               |                                       | Todo a Su Tiempo                  |
| 1995 | "Se Me Sigue Olvidando"                  | –                               | 6                               | –                               | –                               | –                               | –                               | –                               | –                               | –                               | –                               | –                               |                                       | Todo a Su Tiempo                  |
| 1995 | "Nadie Como Ella"                        | –                               | 13                              | –                               | –                               | –                               | –                               | –                               | –                               | –                               | –                               | –                               |                                       | Todo a Su Tiempo                  |
| 1996 | "Te Amaré"                               | –                               | 9                               | –                               | –                               | –                               | –                               | –                               | –                               | –                               | –                               | –                               |                                       | Todo a Su Tiempo                  |
| 1996 | "Llegaste a Mí"                          | –                               | 11                              | –                               | –                               | –                               | –                               | –                               | –                               | –                               | –                               | –                               |                                       | Todo a Su Tiempo                  |
| 1996 | "Así Como Hoy"                           | –                               | 13                              | –                               | –                               | –                               | –                               | –                               | –                               | –                               | –                               | –                               |                                       | Non-album single                  |
| 1996 | "Hasta Ayer"                             | –                               | 6                               | –                               | –                               | –                               | –                               | –                               | -                               | -                               | –                               | –                               |                                       | Todo a Su Tiempo                  |
| 1996 | "Por Amar Se Da Todo"                    | –                               | 17                              | –                               | –                               | –                               | –                               | –                               | –                               | –                               | –                               | –                               |                                       | Todo a Su Tiempo                  |
| 1997 | "Vieja Mesa"                             | –                               | –                               | –                               | –                               | –                               | –                               | –                               | –                               | –                               | –                               | –                               |                                       | Todo a Su Tiempo                  |
| 1997 | "Y Hubo Alguien"                         | –                               | 1                               | –                               | –                               | –                               | –                               | –                               | –                               | –                               | –                               | –                               |                                       | Contra La Corriente               |
| 1997 | "Me Voy a Regalar"                       | –                               | 13                              | –                               | –                               | –                               | –                               | –                               | –                               | –                               | –                               | –                               |                                       | Contra La Corriente               |
| 1998 | "Ride on the Rhythm" (UK Remix)          | –                               | –                               | –                               | –                               | –                               | –                               | –                               | –                               | –                               | –                               | 36                              |                                       | Non-album single                  |
| 1998 | "Si Te Vas"                              | –                               | 8                               | –                               | –                               | –                               | –                               | –                               | –                               | –                               | –                               | –                               |                                       | Contra La Corriente               |
| 1998 | "No Me Conoces"                          | –                               | 2                               | –                               | –                               | –                               | –                               | –                               | –                               | –                               | –                               | –                               |                                       | Contra La Corriente               |
| 1998 | "Contra la Corriente"                    | –                               | 2                               | –                               | –                               | –                               | –                               | –                               | –                               | –                               | –                               | –                               |                                       | Contra La Corriente               |
| 1999 | "No Sabes Como Duele"                    | –                               | 18                              | –                               | –                               | –                               | –                               | –                               | –                               | –                               | –                               | –                               |                                       | Contra La Corriente               |
| 1999 | "I Need to Know"/"Dímelo"                | 3                               | 1                               | 20                              | 16                              | 15                              | 18                              | 11                              | 20                              | 19                              | 16                              | 28                              | - RIAA: Gold                          | Marc Anthony                      |
| 1999 | "Da la Vuelta"                           | –                               | 22                              | –                               | –                               | –                               | –                               | –                               | –                               | –                               | –                               | –                               |                                       | Marc Anthony                      |
| 2000 | "You Sang to Me"                         | 2                               | 1                               | –                               | 3                               | 21                              | 2                               | 3                               | 10                              | 11                              | 21                              | –                               |                                       | Marc Anthony                      |
| 2000 | "My Baby You"                            | 70                              | 19                              | –                               | –                               | –                               | –                               | –                               | –                               | –                               | –                               | –                               |                                       | Marc Anthony                      |
| 2000 | "When I Dream at Night"                  | –                               | –                               | –                               | –                               | 90                              | 61                              | –                               | –                               | –                               | 53                              | –                               |                                       | Marc Anthony                      |
| 2001 | "Tragedy"/"Tragedia"                     | –                               | –                               | –                               | 64                              | 66                              | 78                              | –                               | –                               | 29                              | 33                              | –                               |                                       | Mended / Libre                    |
| 2001 | "Celos"                                  | –                               | 6                               | –                               | –                               | –                               | –                               | –                               | –                               | –                               | –                               | –                               |                                       | Libre                             |
| 2002 | "Hasta Que Vuelvas Conmigo"              | –                               | 21                              | –                               | –                               | –                               | –                               | –                               | –                               | –                               | –                               | –                               |                                       | Libre                             |
| 2002 | "I Need You"/"Me Haces Falta"            | –                               | –                               | –                               | –                               | –                               | –                               | –                               | –                               | 22                              | 53                              | –                               |                                       | Mended                            |
| 2002 | "I've Got You"/"Te Tengo Aquí"           | 81                              | –                               | 33                              | 46                              | 38                              | 44                              | –                               | 22                              | 30                              | 45                              | –                               |                                       | Mended                            |
| 2002 | "Viviendo"                               | –                               | 11                              | –                               | –                               | –                               | –                               | –                               | –                               | –                               | –                               | –                               |                                       | Libre                             |
| 2002 | "Barco a la Deriva"                      | –                               | –                               | –                               | –                               | –                               | –                               | –                               | –                               | –                               | –                               | –                               |                                       | Libre                             |
| 2003 | "She Mends Me"                           | –                               | –                               | –                               | –                               | –                               | 100                             | –                               | –                               | –                               | –                               | –                               |                                       | Mended                            |
| 2004 | "Ahora Quién"                            | –                               | 1                               | –                               | –                               | –                               | –                               | –                               | –                               | –                               | –                               | –                               |                                       | Amar Sin Mentiras & Valió la Pena |
| 2004 | "Valió la Pena"                          | –                               | 9                               | –                               | –                               | –                               | –                               | –                               | –                               | –                               | –                               | –                               |                                       | Amar Sin Mentiras & Valió la Pena |
| 2004 | "Volando Entre Tus Brazos"               | –                               | –                               | –                               | –                               | –                               | –                               | –                               | –                               | –                               | –                               | –                               |                                       | Amar Sin Mentiras & Valió la Pena |
| 2004 | "Tan Solo Palabras"                      | –                               | –                               | –                               | –                               | –                               | –                               | –                               | –                               | –                               | –                               | –                               |                                       | Amar Sin Mentiras                 |
| 2004 | "Amigo"                                  | –                               | –                               | –                               | –                               | –                               | –                               | –                               | –                               | –                               | –                               | –                               |                                       | Amar Sin Mentiras & Valió la Pena |
| 2005 | "Se Esfuma Tu Amor"                      | –                               | 23                              | –                               | –                               | –                               | –                               | –                               | –                               | –                               | –                               | –                               |                                       | Amar Sin Mentiras & Valió la Pena |
| 2005 | "Tu Amor Me Hace Bien"                   | –                               | 41                              | –                               | –                               | –                               | –                               | –                               | –                               | –                               | –                               | –                               |                                       | Amar Sin Mentiras & Valió la Pena |
| 2005 | "Escapémonos" (featuring Jennifer Lopez) | –                               | –                               | –                               | –                               | –                               | –                               | –                               | –                               | –                               | –                               | –                               |                                       | Amar Sin Mentiras & Valió la Pena |
| 2006 | "Qué Precio Tiene el Cielo"              | –                               | 14                              | –                               | –                               | –                               | –                               | –                               | –                               | –                               | –                               | –                               |                                       | Sigo Siendo Yo (Grandes Éxitos)   |
| 2007 | "Mi Gente"                               | –                               | 23                              | –                               | –                               | –                               | –                               | –                               | –                               | –                               | –                               | –                               |                                       | El Cantante                       |
| 2007 | "Aguanilé"                               | –                               | 31                              | –                               | –                               | –                               | –                               | –                               | –                               | –                               | –                               | –                               |                                       | El Cantante                       |
| 2008 | "El Día de Mi Suerte"                    | –                               | –                               | –                               | –                               | –                               | –                               | –                               | –                               | –                               | -                               | –                               |                                       | El Cantante                       |
| 2008 | "Escándalo"                              | –                               | –                               | –                               | –                               | –                               | –                               | –                               | –                               | –                               | –                               | –                               |                                       | El Cantante                       |
| 2010 | "¿Y Cómo Es Él?"                         | –                               | 7                               | –                               | –                               | –                               | –                               | –                               | –                               | –                               | –                               | –                               |                                       | Iconos                            |
| 2010 | "Abrázame Muy Fuerte"                    | –                               | 38                              | –                               | –                               | –                               | –                               | –                               | –                               | –                               | –                               | –                               |                                       | Iconos                            |
| 2011 | "A Quién Quiero Mentirle"                | –                               | 29                              | –                               | –                               | –                               | –                               | –                               | –                               | –                               | –                               | –                               |                                       | Iconos                            |
| 2013 | "Vivir Mi Vida"                          | 92                              | 1                               | –                               | –                               | –                               | –                               | –                               | –                               | –                               | –                               | –                               | 1 500 000 - RIAA: 16× Platinum (Latin | 3.0                               |
| 2013 | "Cambio de Piel"                         | –                               | 7                               | –                               | –                               | –                               | –                               | –                               | –                               | –                               | –                               | –                               |                                       | 3.0                               |
| 2014 | "Flor Pálida"                            | –                               | –                               | –                               | –                               | –                               | –                               | –                               | –                               | –                               | –                               | –                               |                                       | 3.0                               |
| 2019 | "Parecen Viernes"                        | –                               | –                               | –                               | –                               | –                               | –                               | –                               | –                               | –                               | –                               | –                               |                                       | OPUS                              |

### Sencillos promocionales
| Año  | Sencillo          | Posición más alta de las listas | Posición más alta de las listas | Posición más alta de las listas | Álbum                                  |
| Año  | Sencillo          | US Latin                        | US Latin Pop                    | US Latin Tropical               | Álbum                                  |
| ---- | ----------------- | ------------------------------- | ------------------------------- | ------------------------------- | -------------------------------------- |
| 1993 | El Último Beso    | –                               | –                               | –                               | Otra Nota                              |
| 1993 | Necesito Amarte   | –                               | –                               | –                               | Otra Nota                              |
| 1993 | Parece Mentira    | –                               | –                               | –                               | Carlito's Way OST                      |
| 1999 | Preciosa          | –                               | –                               | –                               | Desde el Principio: From the Beginning |
| 1999 | That's Okay       | –                               | –                               | –                               | Marc Anthony                           |
| 2002 | Everything You Do | –                               | –                               | –                               | Mended                                 |
| 2006 | Lamento Borincano | –                               | –                               | –                               | Valió La Pena                          |
| 2008 | El Cantante       | –                               | –                               | –                               | El Cantante                            |
| 2008 | Escándalo         | –                               | –                               | –                               | El Cantante                            |
| 2014 | Flor Pálida       | –                               | 16                              | 1                               | 3.0                                    |
| 2019 | Parecen Viernes   | –                               | -                               | -                               | OPUS                                   |

### Colaboraciones
1. 1994: Vivir lo nuestro (La India - Marc Anthony)
2. 1996: Mejores que ella (La Mafia - Marc Anthony)
3. 1998: I Want To Spend My Lifetime Loving You (Tina Arena - Marc Anthony)
4. 1999: No me ames (Jennifer Lopez - Marc Anthony)
5. 2001: You were there (Jessica Simpson - Marc Anthony)
6. 2003: Dance, dance (The Mexican) (Thalía - Marc Anthony)
7. 2007: Historia de Taxi (Ricardo Arjona - Marc Anthony)
8. 2008: Por arriesgarnos (Jennifer Lopez - Marc Anthony)
9. 2009: Recuérdame (La Quinta Estación - Marc Anthony)
10. 2010: Armada latina (Cypress Hill - Pitbull - Marc Anthony)
11. 2011: Rain over me (Pitbull - Marc Anthony)
12. La Fuerza del Destino (Sandra Echeverría - MarcAnthony)
13. 2012: For Once in my Life (Tony Bennett - Marc Anthony)
14. Por qué les mientes (Tito El Bambino)
15. 2013: Para celebrar (Salsa Gigantes)
16. Paraíso Prometido (Hay que llegar) (Draco Rosa - Marc Anthony)
17. Noche De Paz (Silent Night) (Mary J. Blige - Marc Anthony)
18. 2014: Se Fue (Laura Pausini - Marc Anthony)
19. Yo también (Romeo Santos - Marc Anthony)
20. Cuando nos volvamos a encontrar (Carlos Vives - Marc Anthony)
21. 2015: La gozadera (Gente de Zona - Marc Anthony)
22. 2016: Traidora (Gente de Zona - Marc Anthony)
23. Yo te recuerdo (Juan Gabriel - Marc Anthony)
24. Deja que te bese (Alejandro Sanz - Marc Anthony)
25. Olvídame y pega la vuelta (Jennifer Lopez - Marc Anthony)
26. 2017: Felices los 4 (Maluma - Marc Anthony)
27. 2018: Está Rico (Bad Bunny- Will Smith -Marc Anthony)
28. Adicto (Prince Royce - Marc Anthony)
29. 2020: Deje de amar (Felipe Muñiz - Marc Anthony)
30. 2020: De vuelta pa' la vuelta (Daddy Yankee - Marc Anthony)

### Dúos
1. "Historia de taxi", canta a dúo con el cantante guatemalteco Ricardo Arjona en el CD ¿Quién dijo ayer?, producido por Arjona.
2. "I Want To Spend My Lifetime Loving You" con Tina Arena, banda sonora de La máscara del Zorro.
3. "Escapémonos" con Jennifer Lopez.
4. "Por arriesgarnos" con Jennifer Lopez.
5. "Oye guitarra mía" con José Feliciano.
6. "Corazón no llores" con Olga Tañón.
7. "There You Were" con Jessica Simpson.
8. "Amigo" con Chayanne y Alejandro Fernández
9. "Armada Latina" con Cypress Hill en 2010.
10. "Ya lo sé que tú te vas" a dúo en vivo junto a Alejandro Fernández en el Parque Jaime Duque de la ciudad de Bogotá (Colombia), el 20 de agosto de 2010.
11. Marc Anthony invitó al escenario al veterano cantautor español José Luis Perales para interpretar "Y cómo es él" en el punto culminante de la segunda noche del Festival Internacional de la Canción de Viña del Mar 2012.
12. "Nadie como ella" y "Un siglo sin ti" con Chayanne.
13. "Si no te hubieras ido" con Marco Antonio Solís en la gira de "Gigantes".
14. "Deje de amar" (2020) con su padre Felipe Muñiz.[33]

## Giras Musicales

### En solitario
- Flor Pálida Tour (2014)
- Cambio de Piel Tour (2015)
- Legacy Tour (2018-19)
- Opus Tour (2019-20)
- Pa'lla Voy Tour (2021-22)
- Viviendo Tour (2022-23)
- Historia Tour (2024)

### En conjunto
- Juntos en concierto 2005 (2005, con Chayanne y Alejandro Fernández)
- Juntos en concierto 2006 (2006, con Laura Pausini y Marco Antonio Solís)
- Jennifer Lopez and Marc Anthony en Concierto (2007, con Jennifer Lopez)

## DVD
| Año  | Título                                           |
| ---- | ------------------------------------------------ |
| 1996 | Mejores vídeos de India y Marc Anthony           |
| 1997 | The Best of Marc Anthony                         |
| 2001 | The Concert from Madison Square Garden... [live] |
| 2003 | Éxitos eternos (CD/DVD).                         |
| 2004 | The Hits                                         |
| 2004 | Live from Cali, Colombia                         |
| 2005 | Hasta ayer                                       |
| 2007 | Marc Anthony: In Concert from Columbia           |

## Filmografía
1. 1993: Carlito's Way (de Brian De Palma), composición de la banda sonora, y canta "Parece mentira"
2. 1994: Natural Causes (de James Becket), como Guardia Marino
3. 1995: Hackers (de Iain Softley), como el agente Ray
4. 1996 Big Night (de Stanley Tucci), como cristiano
5. The Substitute, como Juan Lacas
6. 1999: Runaway Bride; la canción "You Sang To Me" fue presentada en esta película.
7. Bringing Out The Dead (de Martin Scorsese), como Noel
8. 2001: In the Time of the Butterflies (televisión), como Lio
9. 2004: Man on Fire (de Tony Scott), como Samuel Ramos
10. 2007: El cantante (de Leon Ichaso), como Héctor Lavoe
11. 2012: XFactor USA, como mentor invitado
12. 2012: $ellebrity, como él mismo
13. 2015: The Latin Explosion: A New America, como él mismo
14. 2021: In the Heights, como Padre de Sonny